# Saint-Ciers-de-Canesse
Saint-Ciers-de-Canesse – miejscowość i gmina we Francji, w regionie Nowa Akwitania, w departamencie Żyronda.
Według danych na rok 1990 gminę zamieszkiwały 713 osoby, a gęstość zaludnienia wynosiła 105 osób/km² (wśród 2290 gmin Akwitanii Saint-Ciers-de-Canesse plasuje się na 570. miejscu pod względem liczby ludności, natomiast pod względem powierzchni na miejscu 1297.).